# Abdullah al-Buraiki
Abdullah al-Buraiki (arab.:  عبدالله سالم البريكي, ur. 12 sierpnia 1987) – kuwejcki piłkarz występujący na pozycji pomocnika w drużynie Al Kuwait Kaifan.

## Kariera klubowa
Swoją karierę w dorosłej piłce zaczynał w Al Salmiya. W 2011 roku, przez pół roku grał w omańskim Salalah SC. Od sezonu 2011/12 jest zawodnikiem Al Kuwait Kaifan, z którym czterokrotnie zdobył mistrzostwo kraju oraz dwukrotnie Puchar AFC.

## Kariera reprezentacyjna
Al-Buraiki zadebiutował w reprezentacji Kuwejtu 17 marca 2009 roku w towarzyskim, przegranym 0:1, meczu z reprezentacją Kataru. Al-Buraiki zagrał cały mecz. Pierwszego gola w kadrze zdobył 25 lutego 2010 roku w wygranym 4:1 meczu towarzyskim z reprezentacją Bahrajnu. Znalazł się w kadrze Kuwejtu na Puchar Azji 2015, gdzie zagrał w dwóch spotkaniach fazy grupowej.
Stan na 23 lipca 2018
| Reprezentacja | Rok     | Mecze | Bramki |
| ------------- | ------- | ----- | ------ |
| Kuwejt        | 2009    | 6     | 0      |
| Kuwejt        | 2010    | 6     | 1      |
| Kuwejt        | 2012    | 1     | 0      |
| Kuwejt        | 2013    | 1     | 0      |
| Kuwejt        | 2014    | 3     | 0      |
| Kuwejt        | 2015    | 7     | 0      |
| Kuwejt        | 2017    | 4     | 1      |
| Ogólnie       | Ogólnie | 28    | 2      |

## Sukcesy

### Al Kuwait Kaifan
- Mistrzostwo Kuwejtu: 2012/13, 2014/15, 2016/17, 2017/18
- Puchar AFC: 2012, 2013